# V389 Cygni
V389 Cygni eller HD 201433 är en multipelstjärna i södra delen av stjärnbilden Svanen. Den har en skenbar magnitud av ca 5,71 och är svagt synlig för blotta ögat där ljusföroreningar ej förekommer. En komponent i systemet är en långsamt pulserande stjärna av spektraltyp B (SPB) som gör att systemets ljusstyrka varierar från magnituden 5,55 till 5,71 med en period av 1,4 dygn. Baserat på parallax enligt Gaia Data Release 3 på ca 8,2mas  beräknas den befinna sig på ett avstånd av  ca 390 ljusår (ca 120 parsec) från solen. Den rör sig närmare solen med en heliocentrisk radialhastighet av ca -26 km/s.

## Observation
V389 Cygni är katalogiserad som en multipelstjärna med fyra synliga komponenter. De svaga följeslagarna TYC 2701-897-1 och UCAC4 602-123109 är orelaterade bakgrundsobjekt, separerade med 59 respektive 73 bågsekunder. En stjärna med 5:e och 8:e magnituden åtskilda av 3,3 bågsekunder bildar ett gemensamt egenrörelsepar, allmänt kallade komponenterna A och B). Den ljusare stjärnan, V389 Cygni A, är en spektroskopisk dubbelstjärna och systemet har också en osynlig tredje stjärna, vilket gör den till en trippel och systemet som helhet har då fyra stjärnor. Båda de synliga stjärnorna är kemiskt speciella, A är en Ap-stjärna och B en Am-stjärna. Den blandade spektralklassen för paret är B9 V, där den ljusare stjärnan har en klass av B9 VspSi (eller B9 Si Mg) och den svagare kA2.5hA7VmA9n.

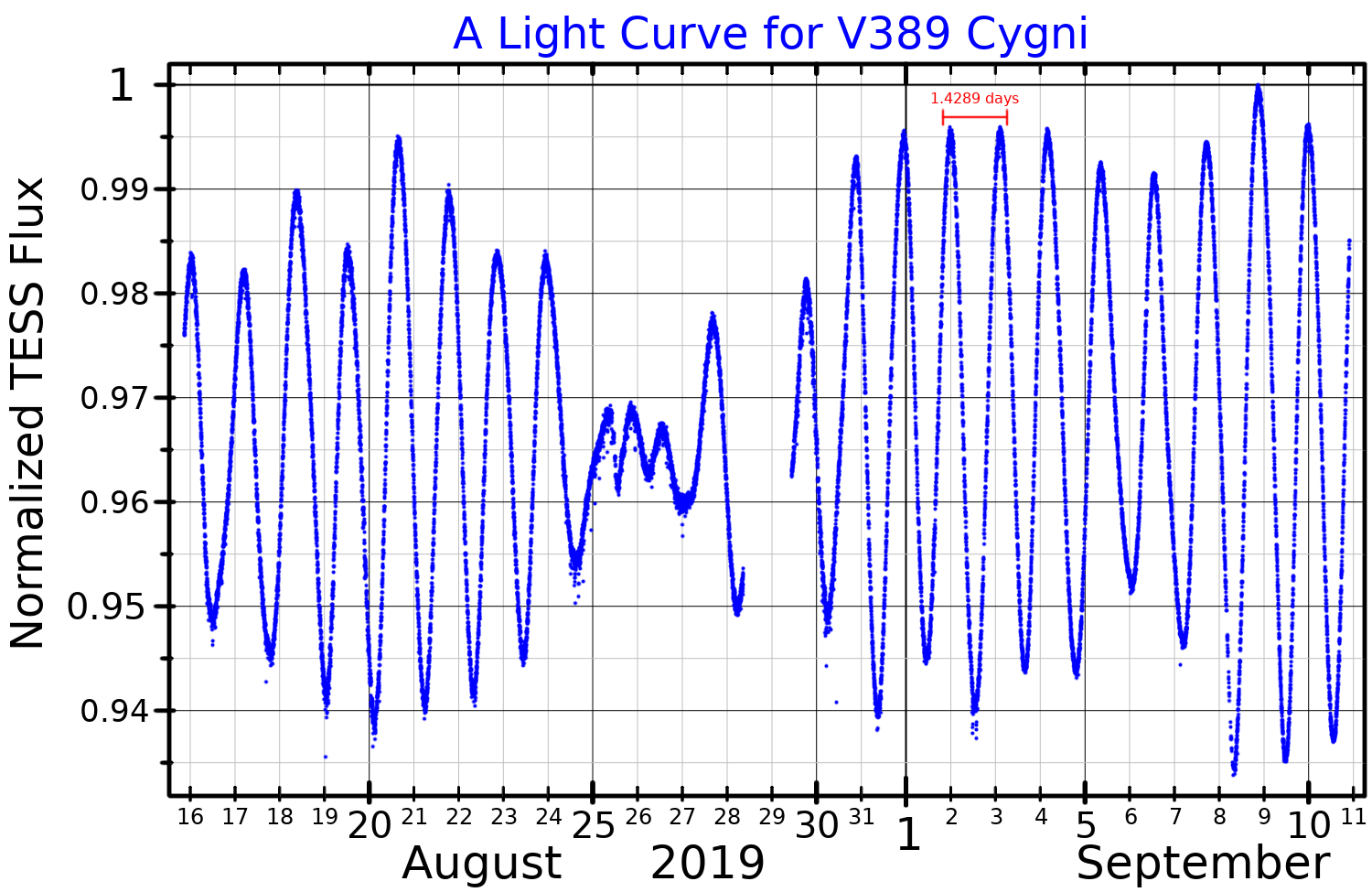
Ljuskurva för V389 Cygni, plottad från TESS-data. 1,4289-perioden är markerad i rött

År 1922 upptäckte Kurt Bottlinger och Paul Guthnick variation i V389 Cygni. Mellan 1936 och 1942 gjorde Guthnick omfattande fotoelektriska observationer av V389 Cygni. Han fann att ibland verkade ljusstyrkan ändras oregelbundet, och vid andra tillfällen kunde två perioder, 1,12912 och 1,19328 dygn, observeras. Ingendera perioden var relaterad till omloppsperioden för den spektroskopiska dubbelstjärnan. Guthnick förutsatte att systemet bestod av två Cepheidvariabler som kretsar kring varandra, men man tror nu att endast en av stjärnorna i det snäva dubbelparet är variabel, och det är en SPB-stjärna.
År 1978 förfinade Frank Gieseking och Wilhelm Seggewiss Youngs omloppsbestämning för den spektroskopiska binären (ny period 3,313168 ± 0,000008 dygn), och fann att V389 Cygni är en trippelstjärna. Den tredje, osynliga komponenten, kretsar kring det snäva dubbelparet med en period på 154,09 ± 0,02 dygn. De kunde inte härleda någon excentricitet som inte var noll för någon av omloppsbanorna. År 1989 analyserade David Barlow tidigare data och fann att även om den inre dubbelstjärnans omloppsbana verkade vara cirkulär, passade data bäst om den tredje stjärnans omloppsbana hade en excentricitet på 0,311 ± 0,057.
År 2017 publicerade Thomas Kallinger et al. en omfattande spektroskopisk och astroseismisk studie av V389 Cygni. De hittade 29 pulseringsfrekvenser i BRITE satellitdata för stjärnan. De kunde härleda ett excentricitetsvärde för den inre dubbelstjärnans omloppsbana på 0,015 ± 0,003. Deras astroseismiska resultat anger att det yttre lagret av SPB-stjärnan håller på att bli tidvattenlåst till dess nära följeslagare, men den inre delen av stjärnan roterar fortfarande med en väsentligt annorlunda hastighet.